# 仲琦科技
仲琦科技股份有限公司（英語：Hitron Technologies），是台灣一家網路通訊設備供應商，1986年成立，創辦人鄭炎為，總部位於新竹科學園區。2019年被明泰科技收購，現屬於明基友達集團。

## 歷史
- 1986年3月，仲琦科技成立，以代理電子儀器起家，員工數9人，資本額為新臺幣800萬元。
- 1987年，仲琦科技跨入資訊、通訊業。
- 1989年，仲琦科技跨入地理資訊系統（GIS）領域。
- 1996年，仲琦科技成立網際網路服務提供者「仲琦資訊服務網」（HtNet）提供撥號上網服務，當時網址為「www.ht.net.tw」。
- 1997年，仲琦科技跨足無線傳輸市場。
- 2000年9月11日，仲琦科技在臺灣證券交易所股票上市。
- 2000年12月，仲琦科技釋出亞太線上股份有限公司（APOL，原仲琦資訊服務網改名）70%股權予東森寬頻電信（EBT）。
- 2001年，仲琦科技啟用第二代企業識別標誌（CIS）。
- 2002年11月22日，仲琦科技開始興建位於新竹科學園區之廠房。
- 2003年，仲琦科技將「數位媒體事業部」獨立為「互動國際數位股份有限公司」（Interactive Digital Technologies, Inc.）。
- 2012年，仲琦科技將系統整合事業讓與互動國際數位。
- 2015年，仲琦科技設立子公司「創基科技股份有限公司」。
- 2015年，仲琦科技啟用第三代CIS。
- 2016年9月13日，互動國際數位在中華民國證券櫃檯買賣中心上櫃。
- 2019年，明泰科技併購仲琦科技[4]。
- 2020年，仲琦科技於越南設立新工廠「仲琦科技(越南)有限公司」。

## 外部連結
- 仲琦科技 （页面存档备份，存于）
- 互動國際 （页面存档备份，存于）